# Jerzy Makula
Jerzy Makula (ur. 29 września 1952 w Rudzie) – polski kapitan lotnictwa cywilnego, pilot szybowcowy, specjalizujący się w akrobacji, wielokrotny mistrz świata w akrobacji szybowcowej.

## Życiorys

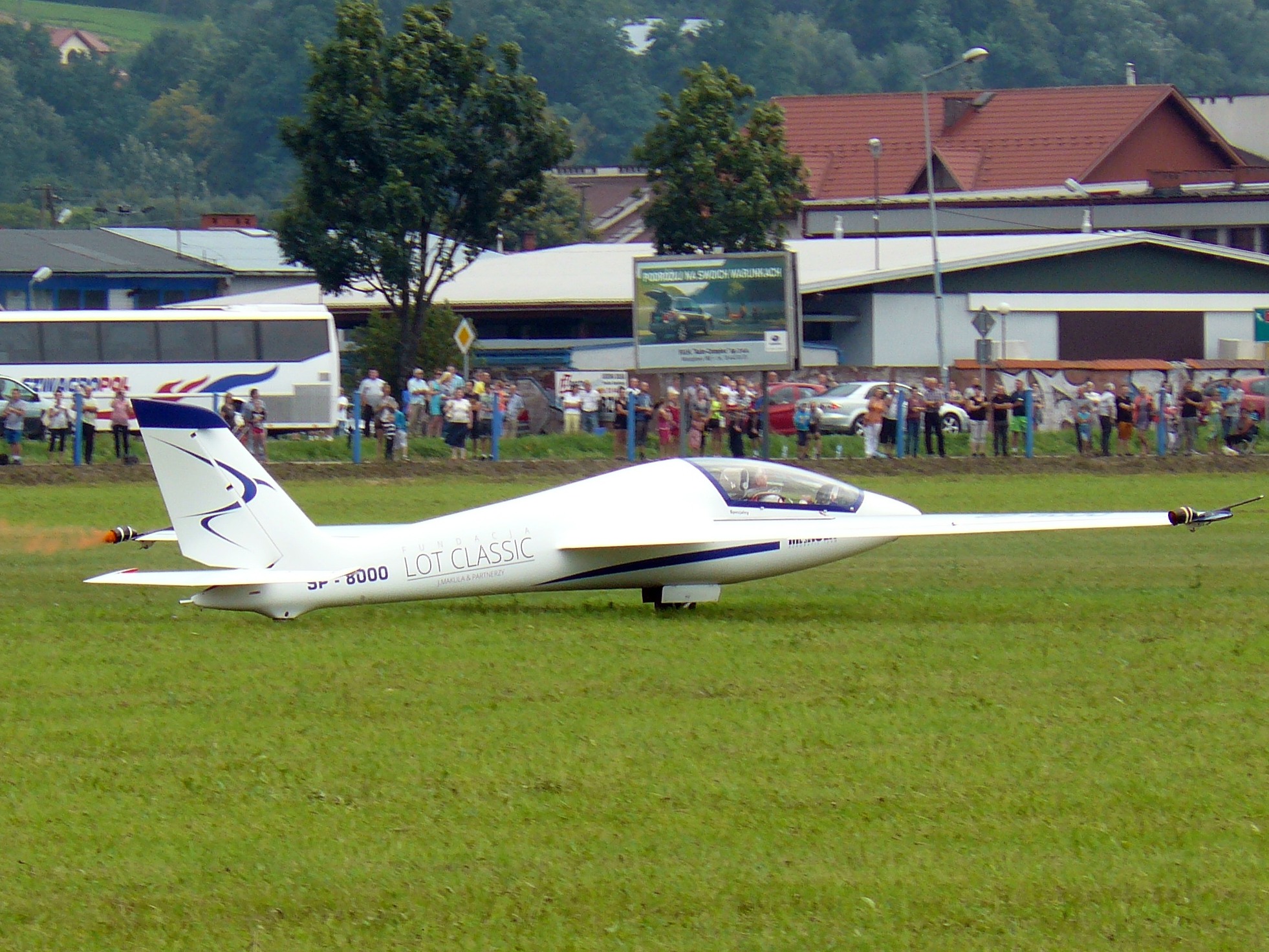
Szybowiec Solo Fox, na którym Makula wykonywał akrobacje na lotnisku Aeroklubu Podhalańskiego

W szkole podstawowej zajmował się modelarstwem lotniczym. W szkole średniej rozpoczął szkolenie szybowcowe w Aeroklubie Rybnickiego Okręgu Węglowego, gdzie w 1969 r. uzyskał uprawnienia pilota szybowcowego. W 1971 r. zdobył dwa pierwsze warunki do Złotej Odznaki Szybowcowej, trzeci warunek spełnił w maju 1972 r. Posiada Złotą Odznakę Szybowcową z trzema diamentami nr 1366 na świecie oraz nr 281 w Polsce. W tym samym roku ukończył naukę w Technikum Górniczym oraz został członkiem kadry narodowej juniorów. W 1973 roku uzyskał uprawnienia pilota samolotowego, od 1975 r. był etatowym pracownikiem Aeroklubu ROW. W okresie 16.02.1977–10.05.1978 pracował jako kierownik wyszkolenia w Aeroklubie Gliwickim.
Od 1979 do 29 września 2017 roku pracował zawodowo jako pilot PLL LOT na liniach międzynarodowych i międzykontynentalnych. Pilotował samoloty An-24, Tu-154M, Boeing 767 i Boeing 787. Był pilotem podczas uprowadzenia samolotu PLL LOT do Berlina Zachodniego 22 listopada 1981.
7-krotny indywidualny mistrz świata w akrobacji szybowcowej – 1985 (I MŚ), 1987 (II MŚ), 1989 (III MŚ), 1991 (IV MŚ), 1993 (V MŚ), 1999 (VIII MŚ), 2011 (XIV MŚ), 4-krotny srebrny medalista Mistrzostw Świata w akrobacji szybowcowej – 1995 (VI MŚ), 2001 (IX MŚ), 2003 (X MŚ), 2005 (XI MŚ), 8-krotny mistrz świata w drużynie, 3-krotny indywidualny mistrz Europy (1994, 1998, 2004). W latach 1982–1984 był trenerem kadry narodowej szybowcowych pilotów akrobacyjnych. Występem na World Games 2017 we Wrocławiu (9 miejsce) zakończył karierę szybowcową. W latach dziewięćdziesiątych pracował w wytwórni szybowców Margański & Mysłowski Zakłady Lotnicze, gdzie był jednym z pilotów doświadczalnych.
W 2018 r. na IX Sprawozdawczo-Wyborczym Kongresie Aeroklubu Polskiego został wybrany prezesem.
Bohater dwóch filmów dokumentalnych: Wniebowzięty w reżyserii Ewy Świecińskiej (2000) oraz W chmurach w reżyserii Macieja Starczewskiego (2002).

## Odznaczenia i nagrody

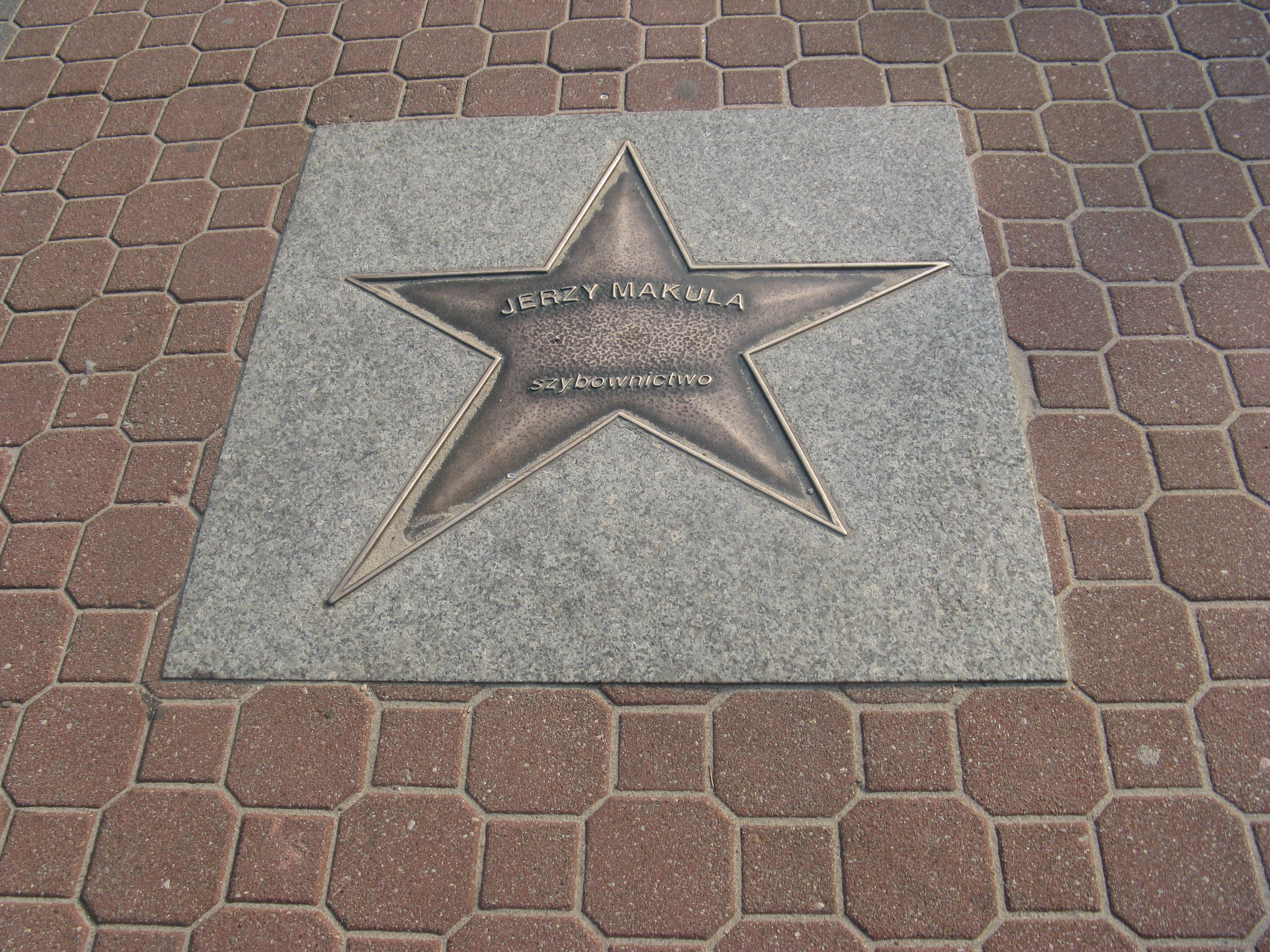
Gwiazda Jerzego Makuli w Aleja Gwiazd Sportu we Władysławowie

Za swoje osiągnięcia sportowe oraz za działalność na rzecz popularyzacji sportów lotniczych otrzymał Medal Stulecia FAI. W 1985 r. otrzymał złoty Medal za Wybitne Osiągnięcia Sportowe. W 1994 r. został odznaczony po raz drugi Złotym Krzyżem Zasługi za zasługi w działalności na rzecz rozwoju sportu lotniczego. W 2017 r. został uhonorowany odznaczeniem Aeroklubu Polskiego, Złotym Medalem Aeroklubu Polskiego przyznawanym za wybitne zasługi dla polskiego lotnictwa sportowego.

## Życie prywatne
Syn Stefana, krewny Edwarda Makuli. Ma czterech synów.